# Радзеюв (Опольське воєводство)
Радзеюв (пол. Radziejów, нім. Juliusburg) — село в Польщі, у гміні Ренська Весь Кендзежинсько-Козельського повіту Опольського воєводства.
Населення — 136 осіб (2011).
У 1975-1998 роках село належало до Опольського воєводства.

## Демографія
Демографічна структура станом на 31 березня 2011 року:
|          | Загалом | Допрацездатний вік | Працездатний вік | Постпрацездатний вік |
| -------- | ------- | ------------------ | ---------------- | -------------------- |
| Чоловіки | 68      | 7                  | 52               | 9                    |
| Жінки    | 68      | 5                  | 39               | 24                   |
| Разом    | 136     | 12                 | 91               | 33                   |